# ژورو باگلیوی
ژورو باگلیوی (ایتالیایی: Gjuro Baglivi؛ زاده ۸ سپتامبر ۱۶۶۸ درگذشته ۱۵ ژوئن ۱۷۰۷) یک پزشک و دانشمند ارمنی-ایتالیایی بود.